# Baluarte de Nossa Senhora da Conceição
O Baluarte de Nossa Senhora da Conceição, ou Quartel do Baluarte de Nossa Senhora da Conceição, é uma estrutura militar, construída em meados do século XVIII, na cidade de Setúbal, capital do Distrito de Setúbal.
A cidade de Setúbal, com aproximadamente 100 000 habitantes no seu perímetro urbano[carece de fontes?], situa-se na sub-região da Área Metropolitana de Lisboa. 
Este Baluarte, um marco da cidade, é conhecido atualmente pela população de Setúbal, pelo “Quartel do 11”. A cidade cresce, de nascente para poente e para norte, a partir desse ponto. 
Interessante exemplar da arquitetura militar dos finais do século XVII, é o mais importante vestígio remanescente das muralhas seiscentistas.
No presente (a partir de 2018), depois de obras profundas que remodelaram toda a estrutura, nele está instalada a Escola de Hotelaria e Turismo de Setúbal.

## História

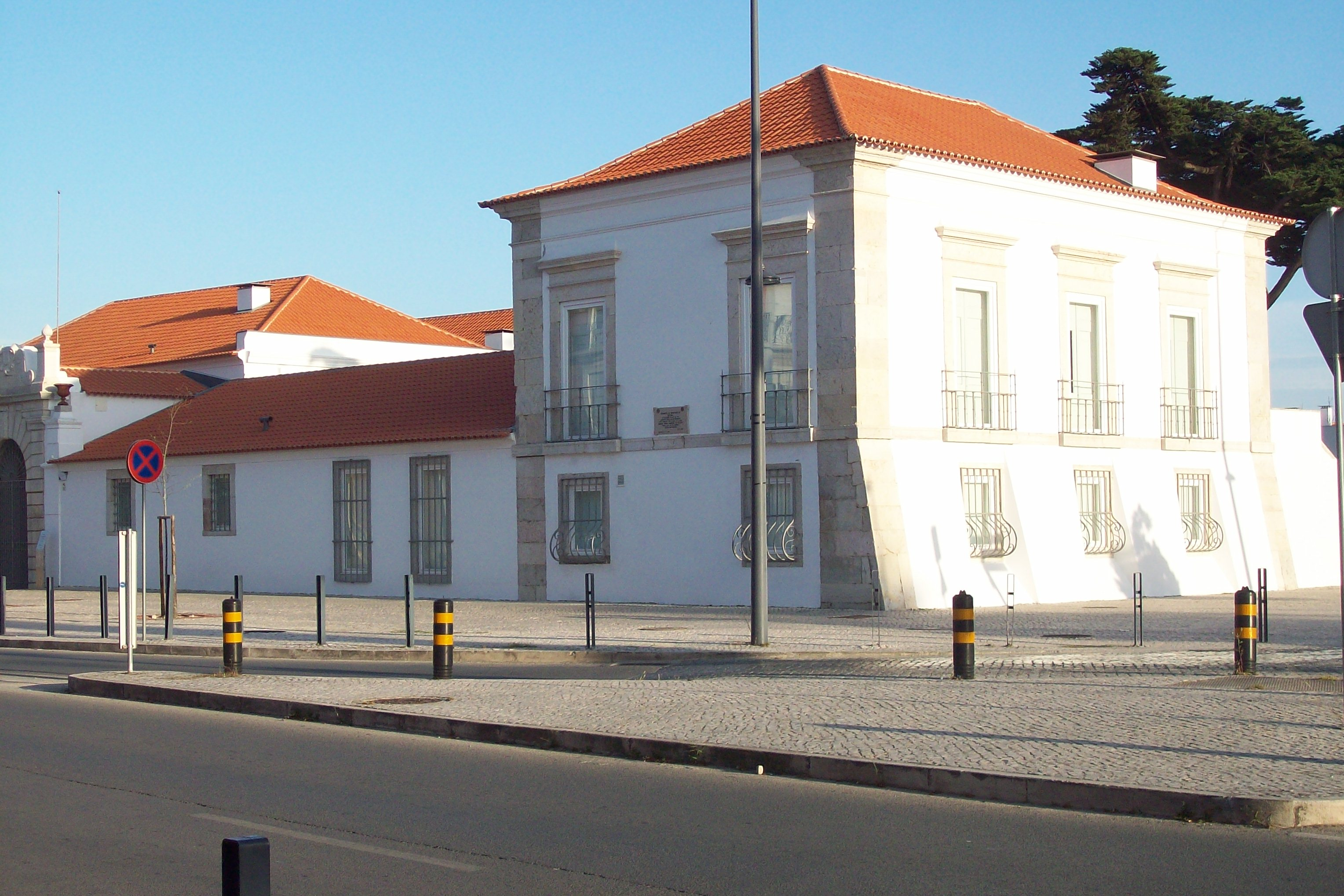
Quartel do 11 - Av. Luísa Todi - Setúbal

Foi inicialmente denominado por Forte da Nossa Senhora da Conceição, mais tarde, dada à sua situação geográfica, passou a denominar-se Baluarte do Cais e finalmente Baluarte da Conceição. Ele foi o primeiro baluarte de defesa da terra, contra os invasores vindos por via marítima. Um baluarte - em arquitetura militar - é uma obra defensiva, situada nas esquinas e avançada em relação à estrutura principal de uma fortificação abaluartada. Foi construído em meados do século XVIII. Existe uma inscrição entre o escudo de armas e a coroa, por cima da porta de armas, em que refere que no ano de 1696, no reinado de D. Pedro II, foi mandado fazer por ordem de Sua Majestade, ao Duque de Cadaval mordomo da Rainha Dona Maria Sofia, o pórtico, contendo as armas das praças de Setúbal, Cascais e Peniche.
A fortaleza do Baluarte, está implantada em dois níveis. No primeiro nível, situava-se a Parada do Quartel. No segundo nível a Bateria de Defesa de Costa. O vértice sul do baluarte, contém um nicho em forma cilíndrica, de pedra liós com quatro pilastras encimadas por uma cúpula esférica, encontrando-se dentro desse nicho a imagem de Nossa Senhora da Conceição. Por essa altura, todas as noites, a imagem era iluminada com lanternas, ainda hoje existentes, e festejada com arraiais, procissões e outras religiosidades.
Em 1750 a fortaleza dispunha inicialmente, para além das instalações para os militares, de uma prisão; de instalações onde funcionava o hospital militar; as latrinas e dois poços. Em 1761, obras que se haviam iniciado em 1750, cujo terremoto havia destruído, foram reiniciadas por ordem Régia, passando o Baluarte a ter o aspeto, que referem as plantas de 1883. A casa do Corpo da Guarda, foi construída também em 1761, na Praça do Sapal, hoje Praça do Bocage e a casa do Corpo dos Artilheiros, foi construída na mesma altura no Forte de Nossa Senhora do Livramento, onde hoje se situa o mercado.
O Quartel do Regimento de Setúbal, passou a denominar-se 7.º de Infantaria até 1823, data em que saiu de Setúbal. O aquartelamento foi então ocupado pela “Infantaria 19” e outras se lhe seguiram. O Quartel foi utilizado na década de 30 do século XIX, pelas milícias de Setúbal e Alcácer. Em 1847, tropas do Porto se instalaram no Baluarte, para fazer frente ao governo de Lisboa. A partir de 1848 o baluarte, passou a ser a sede do Batalhão de Caçadores n.º 1, que fazia a guarnição da cidade.
Em 1899, o Regimento de Infantaria n.º 11 (RI 11) é transferido para o Baluarte de Nossa Senhora da Conceição, a instalação fica popularmente conhecida como Quartel do Onze e, estabelecido na localidade de Setúbal pelo decreto de 14 de setembro de 1899. (Ordem do Exército n.º 10 de 18 de setembro de 1899). Em 1933, foi feito um levantamento do quartel, à escala 1:200, em que é visível a muralha sul/nascente, que faz parte do bico sul, já não dispor dos maciços característicos de apoio aos canhões. Passou então a denominar-se, em 1975, de Regimento de Infantaria de Setúbal, de acordo com o decreto-lei n.º 181/77. (Ordem do Exército n.º 05 de 31 de maio de 1977). Foi extinto, em 1980, pelo decreto-lei n.º 191/81 de 7 de julho de 1977 – Ordem do Exército n.º 7 de 31 de julho de 1981.